# تیل، اوورنی-رون-آلپ
تیل (به فرانسوی: Thil) یک کمون در فرانسه است که در اوورنی-رون-آلپ واقع شده‌است. تیل ۵٫۲ کیلومتر مربع مساحت و ۱٬۰۸۳ نفر جمعیت دارد و ۱۷۸ متر بالاتر از سطح دریا واقع شده‌است.